# قنبلة دخانية

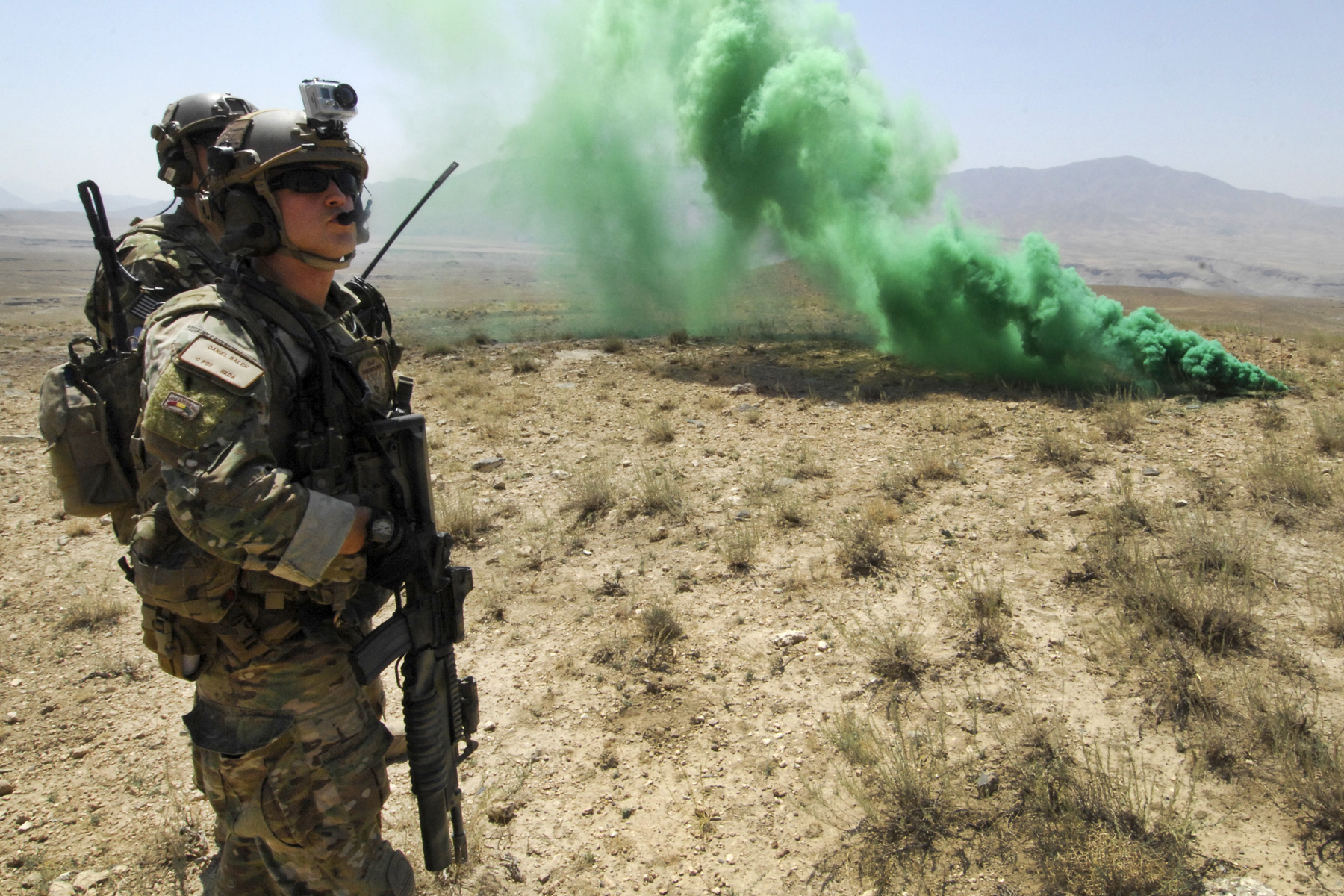
تحديد مكان باستخدام دخان ملون

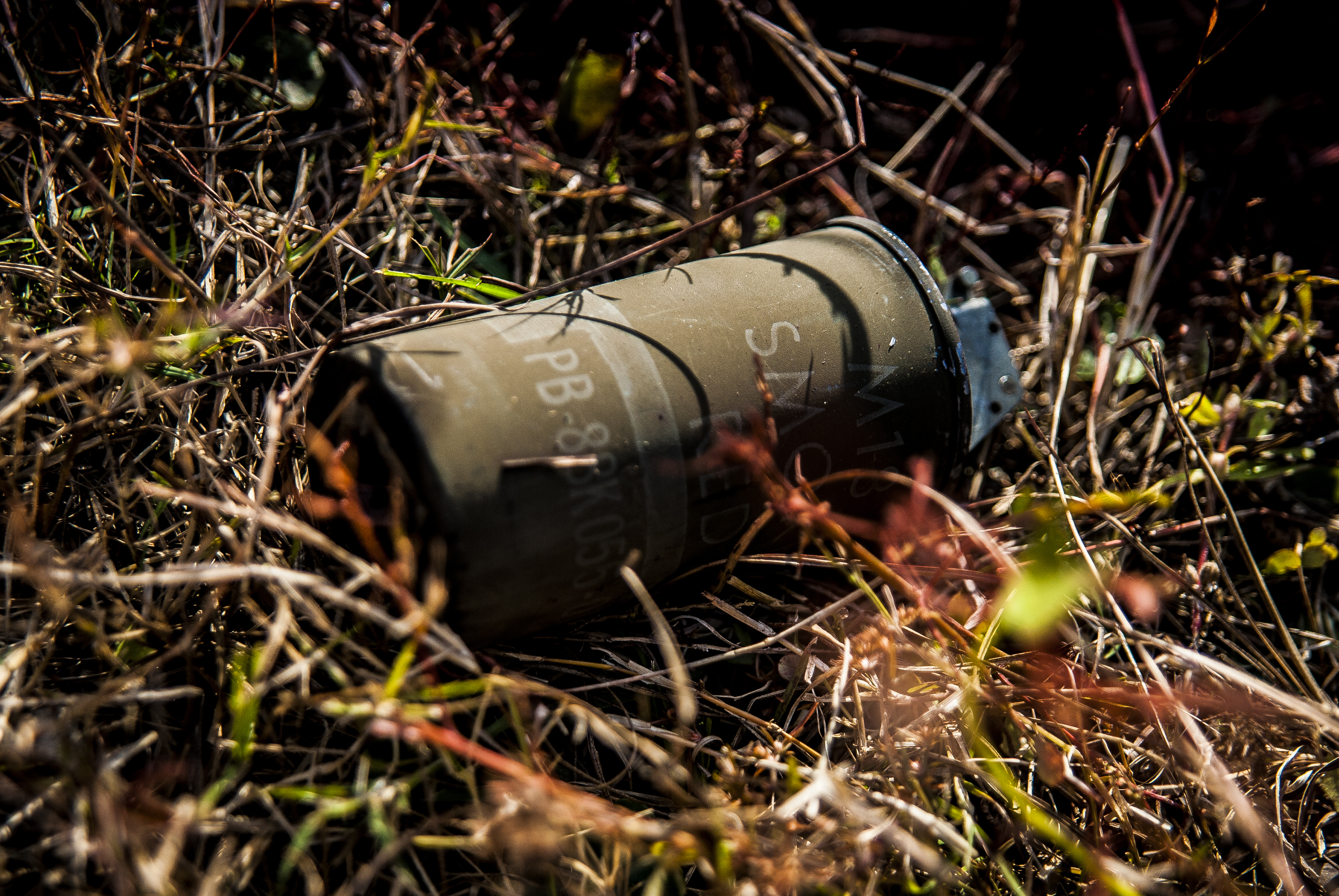
قنبلة دخانية عسكرية

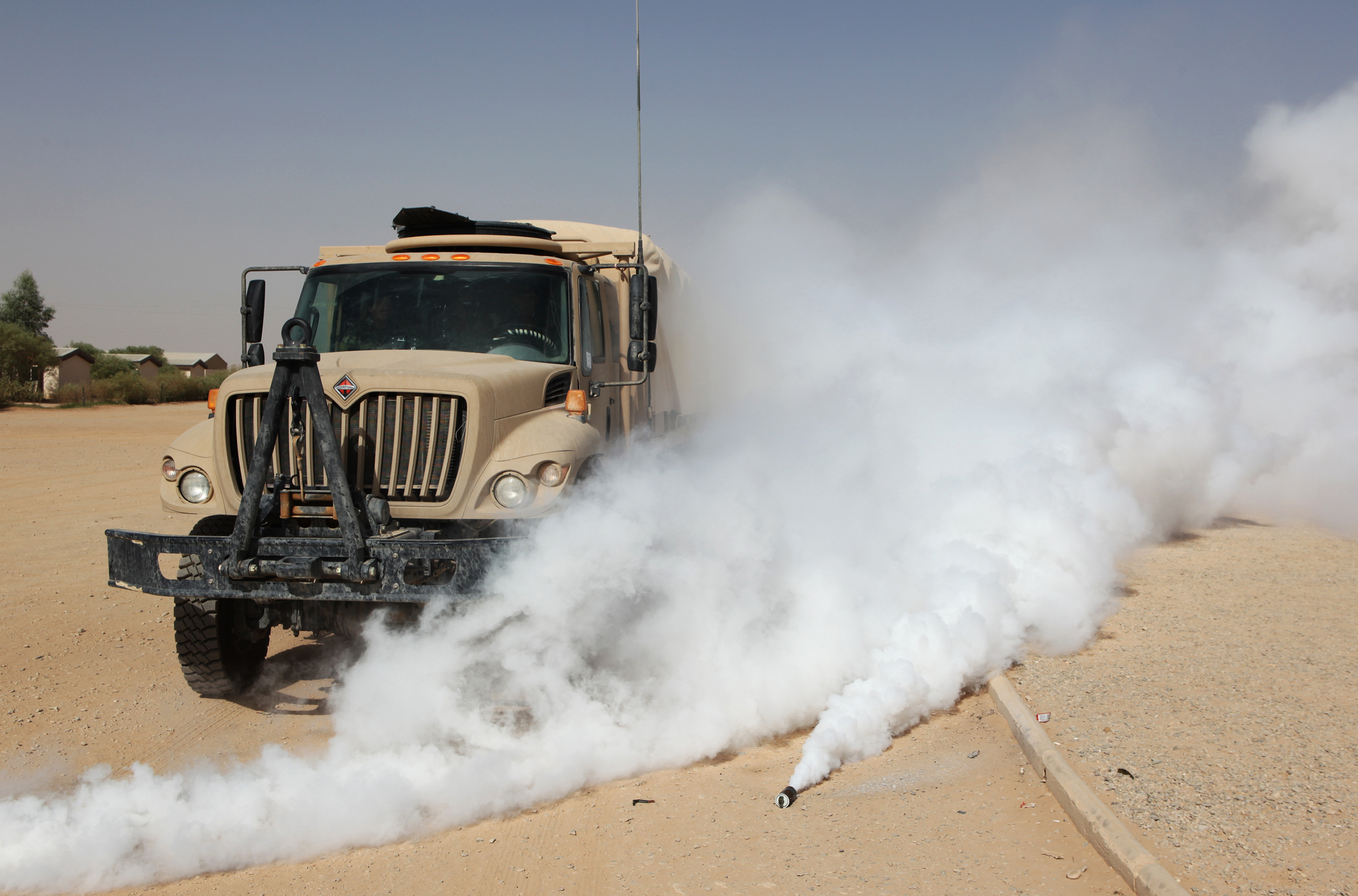
التغطية على آلية عسكرية باستخدام الدخان

القنبلة الدخانية هي قنبلة لنشر الدخان في منطقة معينة، تستخدم عسكرياً للتغطية على أفراد أو آليات ومنع رؤية العدو لها، أو لتحديد مكان باستخدام دخان ملون.

## تحذير
يلزم الابتعاد عنها لمسافة آمنة نظرا لما تخرجه من ادخنة ضارة بالجهاز التنفسي.